# Amata elvira
Amata elvira är en fjärilsart som beskrevs av Arnold Pagenstecher 1896. Amata elvira ingår i släktet Amata och familjen björnspinnare. Inga underarter finns listade i Catalogue of Life.